# آندره لووف
آندره لوئوف (انگلیسی: André Michel Lwoff; ۸ مهٔ ۱۹۰۲ – ۳۰ سپتامبر ۱۹۹۴) یک دانشمند در زمینه میکروبیولوژی اهل فرانسه بود.
وی همچنین برنده جوایزی همچون جایزه نوبل فیزیولوژی و پزشکی شده‌است.